# Arbetararkivet

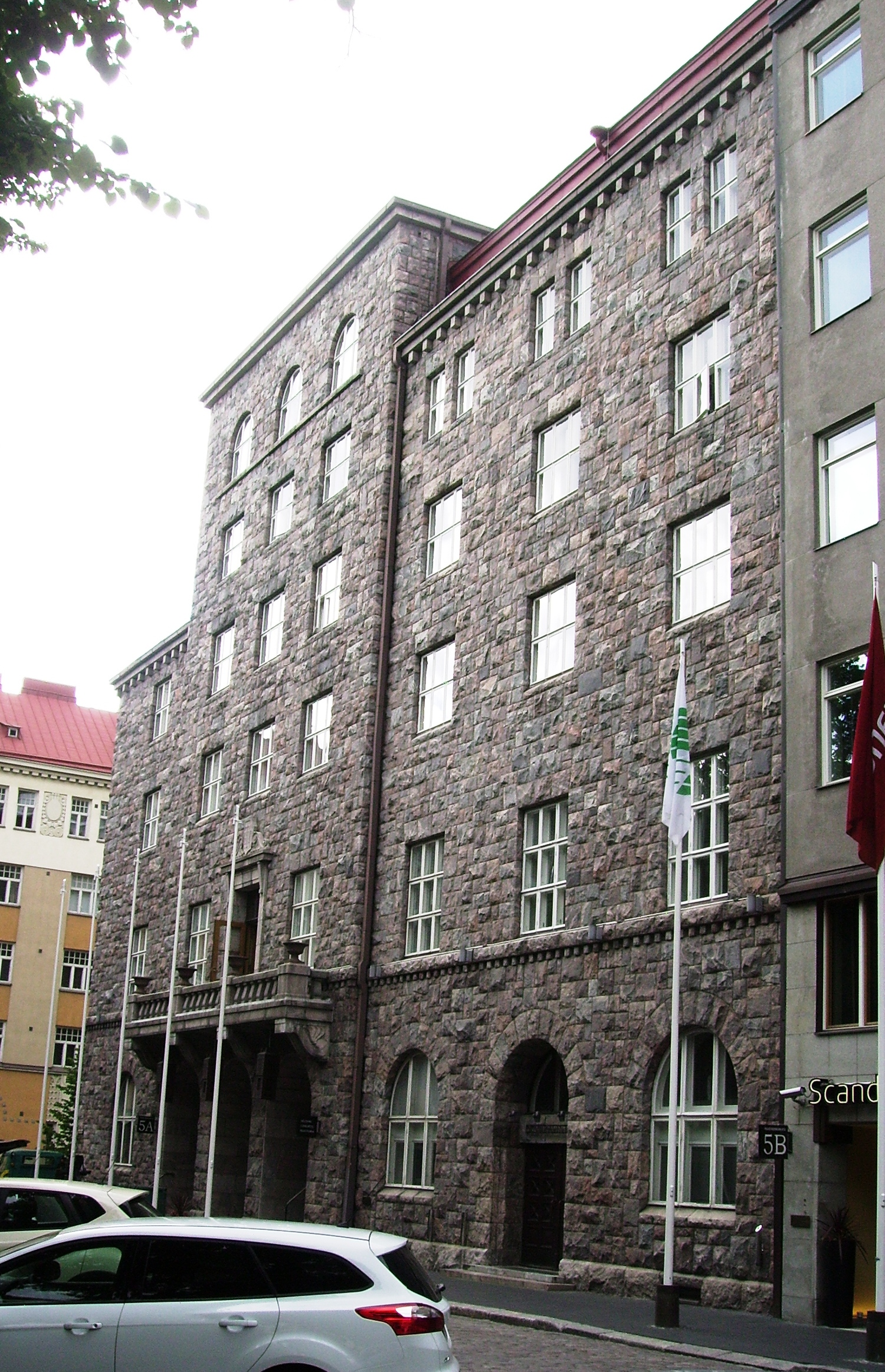
Arbetararkivet i Sörnäs på Paasivuorigatan 5B.

Arbetararkivet eller Arbetarrörelsens arkiv  (fi. Työväen arkisto) ligger i Helsingfors och grundades 1909 som Finlands äldsta arkivinstitution anknuten till arbetarrörelsen och samtidigt som det äldsta folkrörelsearkivet.
Den bildades på socialdemokraternas partikonferens i Kotka som partiets och fackföreningsrörelsens centrala arkiv. I Sverige bildades ett motsvarande arkiv 1902. Den första arkivchefen blev SDP:s partisekreterare Yrjö Sirola. När han flydde sina kreditorer till USA blev Karl H. Wiik chef för Arbetararkivet, som tillsammans med sin hustru Anna Wiik bidrog mycket till arkivets start och utveckling.
Målet med arkivinstitutionen var inte bara att bevara historia, utan även att fungera som politiskt stöd åt partiet. En del av arbetarrörelsens dokument beslagtogs i samband med inbördeskrigets slut 1918. Handlingarna användes som bevismaterial av statsförbrytelsedomstolarna som regeringen upprättade. Dessa dokument bevaras idag av Riksarkivet.
Flera arbetarorganisationer upplöstes på 1920-talet eftersom de ansågs kommunistiska. Detektiva centralpolisen beslagtog då deras dokument, men förmedlade dem till Arbetararkivet på 1930-talet. Tack vare detta har mycket av fackföreningsrörelsens äldre handlingar bevarats. Under andra världskriget förstördes en del av arbetarrörelsens arkivalier i bombningarna och i samband med att Karelen förlorades.
Efter kriget övertog det socialdemokratiska Arbetararkivets stiftelse förvaltningen av arkivinstitutionen av partiet, även om partiet ansvarade för finansieringen. För att råda bot på det osäkra ekonomiska läget började Arbetararkivet från och med början av 1960-talet söka statligt stöd för sin verksamhet. Detta möjliggjordes genom en lag 1974. Det gav också arkivet chansen att utvecklas till ett vetenskapligt skött minnesorganisation.
I Finland och övriga Europa vaknade intresset för arbetarrörelsens traditioner på 1980-talet. Det satte igång processer som ledde till att ett bibliotek tillkom 1987, senare 1993 bildades även ett museum. Det innebar att Arbetararkivet kunde koncentrera sin verksamhet på att bevara och tillhandahålla dokument och annat otryckt material medan biblioteket övertog boksamlingarna och museet museiföremålen. Arbetararkivet frigjorde därmed resurser för renodlad arkivverksamhet. Denna uppdelning har inte genomförts i de övriga nordiska länderna.
Det mest använda arkivmaterialet har mikrofilmats. Arbetararkivet anordnar också arkivariekurser.